# Flomme
Flomme eller ister er indvoldsfedt. Flomme er mættede fedtsyrer. Flomme fra kvæg og får er let at smelte og bruges i madlavning, blandt andet i engelsk christmas pudding.
Vegetabilsk flomme laves af palmeolie og rismel og er en erstatning for animalsk flomme til brug i vegetarisk madlavning.
Flomme må skelnes fra det fedt, som dyrene har mellem musklerne og under huden. Det kaldes talg eller tælle, og da det er vanskeligt at smelte, har det ikke anvendelse i madlavningen. 
| Mad og drikke | Spire Denne artikel om mad og drikke er en spire som bør udbygges. Du er velkommen til at hjælpe Wikipedia ved at udvide den. |